# Jos Pommer
Jos Pommer (Hoogland, 18 mei 1956) is een Nederlands componist, arrangeur en dirigent. Van 1994 tot 2016 was hij chef-dirigent en artistiek directeur van het Orkest van de Koninklijke Luchtmacht. 

## Levensloop
Pommer studeerde aan het Utrechts Conservatorium en behaalde in 1980 het UM (master)diploma harmonie- en fanfaredirectie. Verder volgde hij arrangeerlessen bij Rogier van Otterloo.
Het Orkest van de Koninklijke Luchtmacht heeft zich, vanaf zijn aantreden, sterk ontwikkeld en geprofessionaliseerd in de richting van de lichte muziek. Naast de ceremoniële optredens waren de theaterconcerten van het Orkest onder leiding van Jos Pommer uiterst succesvol. Het begon in 1997 met Sinatra, the bands, the music, een jaar later Movietunes, het jaar daarop Symfo ’99, in 2000 Going Dutch en in 2001 De Soulshow. In 2002 oogstte het Orkest veel lof met de Rockopera Tommy. Daarna volgden nog La Vie En Rose en Eternity. Een succesvol jaar was 2005 met Songfestival In Concert, het Amstelconcert op 5 mei, de Nationale Veteranendag en de concertreis naar Canada. In 2006 had het Orkest een ongekend succes met de theaterconcertserie Queen in Concert, in 2007 volgde The Beatles in Concert, in 2008 Hollywood in Concert, in 2009 rockopera in Concert, in 2010 Concert for Freedom, in 2011 A Tribute to Michael Jackson, in 2012 Planet Earth, in 2013 en 2014 100 jaar Militaire Luchtvaart en in 2015 Children of the World. 
In 2016 bereikte Jos Pommer de 60-jarige leeftijd en stopte hij als chef-dirigent van het Orkest van de Koninklijke Luchtmacht.
Ook bij het Metropole Orkest werkte hij als gastdirigent.
Als componist schreef hij onder meer Octagon, Changes in the Night, P(iet) M(ondriaan), Art and Life. Inventione 1a en 1b, Inventione 2 en Inventione 3. Zijn werk heeft een herkenbare, eigen sound en valt op door een doordachte wijze van orkestreren.
Jos Pommer is een broer van Jan Pommer, voormalig burgemeester van o.a. Sint-Michielsgestel.

## Composities

### Werken voor harmonieorkest
- 1996 P(iet) M(ondriaan), Art & Life
- 2000 Ballad, voor tenorsaxofoon solo en harmonieorkest
- Changes in the Night, voor harmonieorkest
- De herdertjes lagen bij nachte, kerstlied voor harmonieorkest
- Introduction
- Octagon, voor slagwerk solo en harmonieorkest
- Trident

### Voor klarinettenkoor
- Ballad
- Octagon

- Library of Congress Control Number: n2004079376
- Virtual International Authority File: 6788224
- WorldCat: E39PBJbRhXFfP7hx3bVhTDp3wC